# Alix af Frankrig, grevinde af Blois
Alix af Frankrig (juli/august 1150 – 1197/1198) var grevinde af Blois gennem sit ægteskab med Theobald 5., greve af Blois. Hun var regent i Blois under sin ægtefælles fravær i 1190-1191, og regent for sin mindreårige søn Ludvig 1., greve af Blois fra 1191 til 1197.

## Liv
Alix var den anden datter født i ægteskabet mellem Kong Ludvig 7. af Frankrig og Hertuginde Eleanora af Aquitanien, og var opkaldt efter sin moster Petronilla af Aquitanien, der også blev kaldt "Alix". Fødslen af en anden datter til Eleanora og Ludvig i stedet for en hårdt tiltrængt søn var en af de sidste søm i kisten i deres ægteskab. Hendes forældres ægteskab blev annulleret i 1152, knap et år efter Alix' fødsel. Hun og hendes søster, Marie, blev erklæret legitime, og forældremyndigheden over de to piger blev tildelt deres far. Eleanora forlod kort efter det franske hof og giftede sig med Henrik 2., hertug af Normandiet, der senere blev konge af England.

### Grevinde af Blois
I 1164 blev gift Alix med Theobald 5., greve af Blois,  som tidligere havde forsøgt at bortføre Alix' mor for at tvinge hende til et ægteskab med ham. Hendes ældre søster, Marie, blev gift med Theobalds brorHenrik 1., greve af Champagne.
Alix fungrede som regent i Blois i syv år. Da hendes mand drog på Det tredje korstog til Det hellige land i 1190, blev hun udnævnt til regent under hans fravær. Da han døde i 1191 i Akko og blev efterfulgt af deres mindreårige søn, fortsatte Alix med at fungere som regent, denne gang for sin søn Ludvig 1., greve af Blois. Hun var regent indtil 1197.
Alix døde i 1197/98.

## Børn
Alix og Theobald fik syv børn:
1. Theobald (d. 1182)
2. Ludvig 1., greve af Blois,[2] der døde i Konstantinopel i 1205
3. Henrik (d. 1182)
4. Filip (d. 1202)
5. Margrete af Blois (d. efter 1230), der giftede sig (1) med Otto 1. af Burgund; (2) med Gauthier 2., Seigneur af Avesnes[2]
6. Isabella (1180 – 1247/1248), gift (1) med Sulpice af Amboise; (2) med Jean de Montmirail[2]
7. Alix, abbedis i Fontevrault[2]